# Corral de la Morería

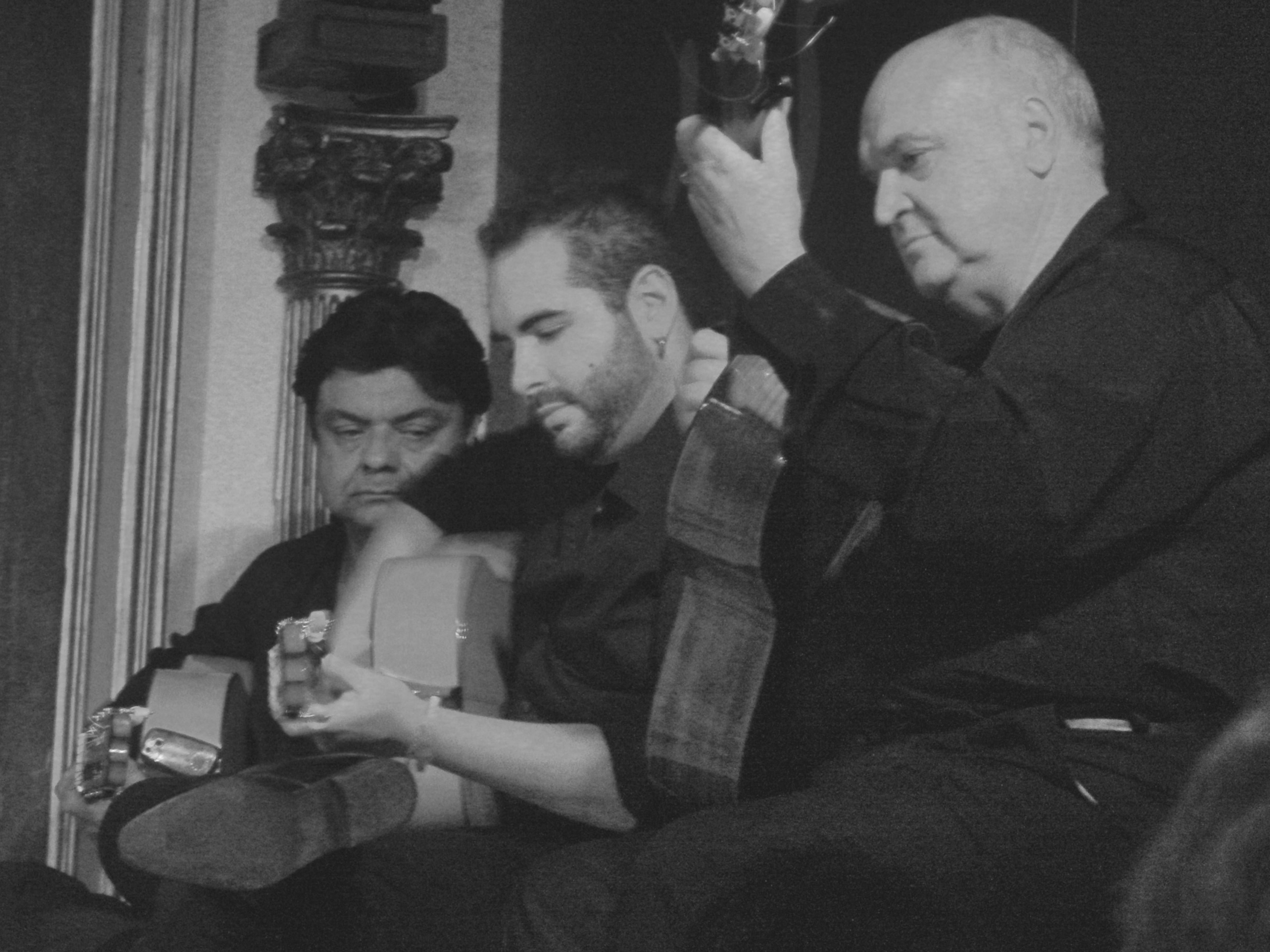
Gitarrentrio auf der Bühne des Corral

Der Corral de la Morería ist eine Bühnengaststätte für Flamenco, ein sogenanntes Tablao, im Quartier Barrio de la Morería in Madrid. Nachdem das zwei Jahre früher gegründete Zambra 1975 schloss, ist der Corral de la Morería das älteste Tablao der spanischen Hauptstadt und eines der renommiertesten in ganz Spanien.

## Geschichte

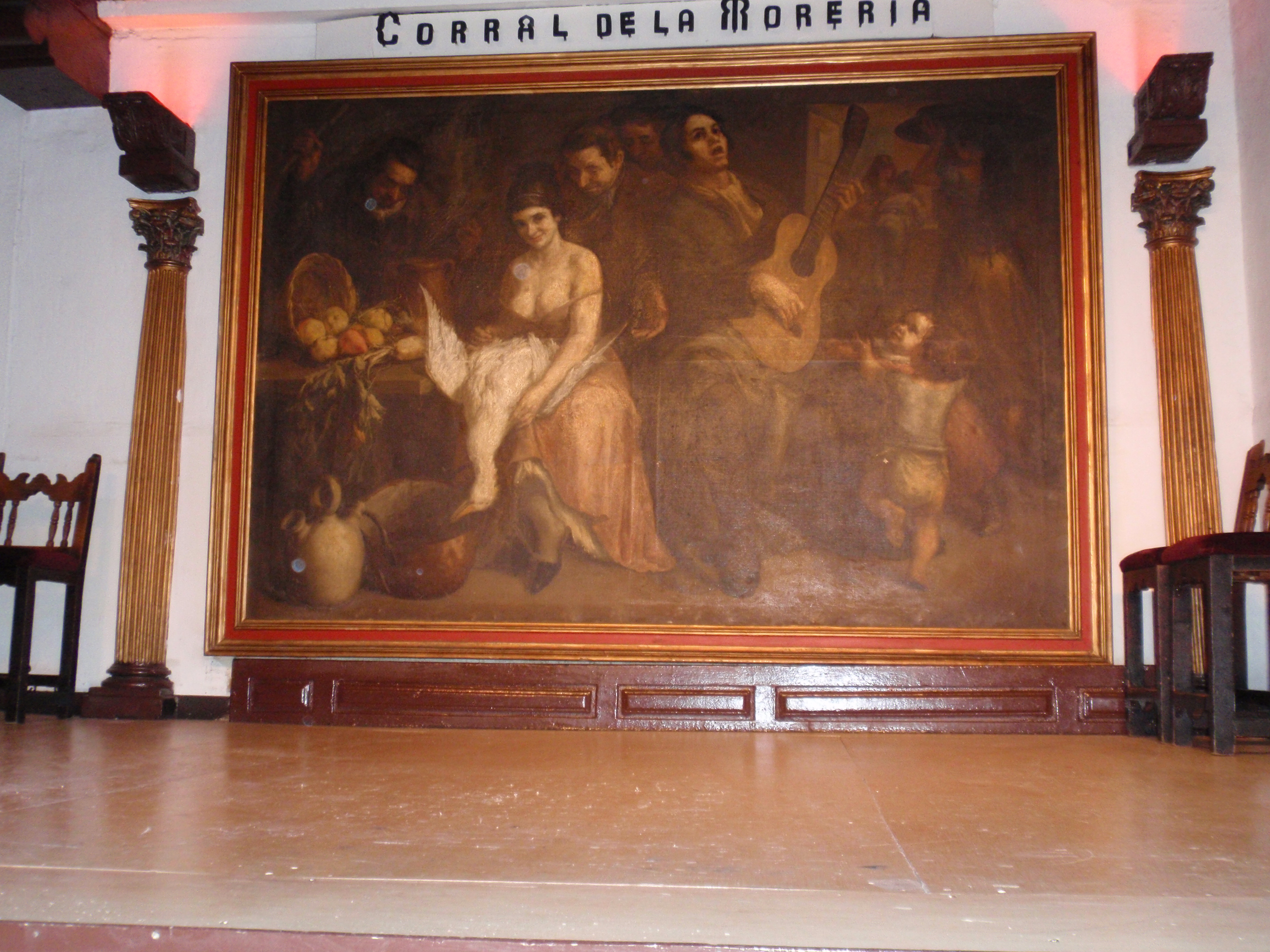
Bühne des Corral de la Morería mit dem Gemälde von Juan Barba im andalusischen Stil

Das Tablao wurde im Gebäude einer alten Molkerei eingerichtet. Die Baulichkeiten gestaltete ein italienischer Architekt, die Dekoration der Maler Juan Barba, der das große Gemälde im Hintergrund der Bühne schuf. Die Einweihung fand in der Nacht des 20. Mai 1956 in Anwesenheit der Tänzerin Pastora Imperio statt. Weitere bekannte Künstlerinnen und Künstler, die an der Eröffnung teilnahmen, waren Regla Ortega, Porrina de Badajoz, Salvador El Chaqueta, Andrés Heredia, Rita Ortega und La Chunga, die bei dieser Gelegenheit ihren ersten Auftritt in Madrid hatte.
Im Lauf der Geschichte des Lokals trat dort eine Reihe bekannter Sängerinnen, Sänger, Tänzerinnen, Tänzer und Musiker auf, unter ihnen die Schwestern Bernarda und Fernanda de Utrera, Serranito, Antonio Gades, Arcángel, des Weiteren Lucero Tena. La Paquera de Jerez debütierte im Corral de la Morería, und der Gitarrist Félix de Utrera trat dort 30 Jahre lang immer wieder auf.
Nach dem Tod des Gründers Manuel del Rey im Jahr 2006 übernahmen dessen Ehefrau, die Tänzerin Blanca del Rey, und der gemeinsame Sohn die Leitung des Etablissements. Im Jahr 2018 wurde es mit einem Michelin-Stern und dem nationalen Preis für Gastronomie ausgezeichnet.

## Anekdoten
Viele Anekdoten ranken sich um das Tablao und seine Besitzer, darunter die folgende: In einer der vielen Nächte, in denen die Schauspielerin Ava Gardner im Publikum weilte, soll sie ein Mann, der an der Bar einen Whisky trank, angestarrt und mit dem Finger auf sie gezeigt haben. Sie ging zu ihm hin, und sofort begann ein Streit. Bevor er ging, ohrfeigte er sie. Es soll sich um Frank Sinatra gehandelt haben.

## Bühnenkonstruktion
Die Bühne des Corral de la Morería besteht aus einem Betonblock, der auf Stahlträgern gelagert ist. Er ist von einer dicken Gummischicht bedeckt, auf der sich der hölzerne Bühnenboden befindet. Wie ein Resonanzboden verstärkt er die Zapateados der Tanzenden. Aufgrund dieser Konstruktion muss der Bühnenboden einmal pro Monat erneuert werden.